# Stazione di Salcano
La stazione di Salcano (in sloveno Solkan) è una fermata ferroviaria posta sulla linea Jesenice-Trieste (Transalpina). Serve il centro abitato di Salcano, frazione del comune di Nova Gorica.

## Storia
La fermata venne attivata molti anni dopo dall'apertura della linea Jesenice-Trieste avvenuta nel 1906.
Dal 1991 appartiene alla rete slovena (Slovenske železnice).